# Werner Scharfenberger
Werner Scharfenberger (né le 25 septembre 1925 à Ratisbonne, mort le 5 juillet 2001 à Lugano) est un compositeur allemand.

## Carrière

### Débuts
En 1945, Scharfenberger débute comme pianiste de jazz avec le groupe du batteur Freddy Brocksieper, en 1948 il joue avec les Continental Six et en 1949 il débute comme pianiste dans le groupe de Max Greger. On les voit dans le film Hallo Fräulein!, sorti en 1949. En 1951, il donne sa première musique de film pour le drame érotique Les Dangers du désir (de) sous le nom de Willy Scharfenberger.

### Années 1950
Werner Scharfenberger écrit sa première chanson en tant que compositeur en 1951 intitulée Oh nein, oh nein, Herr Finkenstein, enregistrée par Kary Barnet le 27 juillet 1951 et accompagnée par l'Orchestre Max Greger (Telefunken #11183). Pour certaines compositions, il adopte le pseudonyme de Wolfgang Zell. Il compose Unter einer alten Weide avec Walter Brandin pour les paroles, chanson interprétée par les Geschwister Fahrnberger début 1952, accompagnées par le quatuor de Scharfenberger. Illo Schieder reprend Wie oft du mich küßt fin 1954, une des premières compositions avec l'auteur-compositeur Fini Busch, qui se cache derrière le pseudonyme de Karl Kiesinger.
Après Der Himmel war noch nie so blau début 1955, Gerhard Wendland lui demande d'autres compositions. Un morceau avec des paroles de Kurt Feltz, Rosa-Rosa-Nina (face B de So wird das sein), chanté par le Musikanten-Quartett et accompagné par l'Orchestre Adalbert Luczkowski, est la première entrée de Werner Scharfenberger dans le classement des meilleures ventes en Allemagne en avril 1956. Der weiße Mond von Maratonga interprétée par Lolita, morceau de la bande originale du film Blaue Jungs, sorti en octobre 1957, prend la deuxième place des meilleures ventes en Allemagne le mois suivant.
En 1958, Scharfenberger écrit 7 titres musicaux, dont les premières chansons du rockeur Ted Herold. Peter Kraus, qui a déjà eu des succès, reçoit cinq titres, à savoir Sugar-Baby / Ich denk an Dich, qui arrive sur le marché en décembre 1958 et est numéro 2. Les singles suivants Ich möchte‘ mit Dir träumen et Teenager-Melodie se classent dans le top 10 allemand en janvier 1959.
Le producteur de Lolita, Gerhard Mendelson, cherche toujours de toute urgence une face B pour La Luna, Fini Busch écrit à la hâte Seemann (deine Heimat ist das Meer) avec Scharfenberger, qui est sélectionnée comme face A après consultations des stations de radio. Enregistré le 15 décembre 1959 avec Lolita à l'Austrophon-Studio de Vienne et sorti en février 1960, le disque devient le premier vendu à plus d'un million de Scharfenberger avec 2 millions de disques vendus dans le monde. En Allemagne, elle est cependant deuxième derrière Wir wollen niemals auseinandergehn par Heidi Brühl.

### Années 1960
En 1960, Scharfenberger propose un total de 7 mélodies, dont le plus gros succès de Gus Backus Da sprach der alte Häuptling der Indianer, sorti en janvier 1961 et présenté dans le film Tout commença sur le Königsee (de), sur un texte de Peter Wehle.
Il obtient enfin la première place avec Moonlight de Ted Herold. Après sa sortie en mai 1960, la ballade romantique a la première place pendant 4 semaines en août 1960 et se vend à plus de 500 000 exemplaires.
En 1961, Scharfenberger produit 15 chansons, dont 4 pour Lolita et 4  pour Peter Kraus. L'année la plus productive est 1962 avec 18 titres, dont Wenn Du gehst de Connie Francis, n°2 en janvier 1962, et Paradiso (sous le nom de Wolfgang Zell ; août 1962) classé numéro 1 pendant deux semaines.
Pour Mina, qui jusque-là n'était connue que dans son pays natal italien, le premier single allemand du 5 février 1962 au Konzerthaus de Vienne (Studio III) est une mélodie jouée par l'orchestre de Scharfenberger dans des tons mineurs pour le tube aux sonorités exotiques Heißer Sand qui fait le tour du monde se vend à un million d'exemplaires.
En 1963, 17 autres chansons de Scharfenberger sortent, dont la plus vendue est Barcarole in der Nacht de Connie Francis, numéro 1 pendant quatre semaines à partir de juillet 1963.
Margot Eskens reprend une chanson écrite par Fini Busch, qui est présélectionnée pour représenter l'Allemagne au Concours Eurovision de la chanson 1963. La Hessischer Rundfunk nomme Heidi Brühl comme interprète. Cependant, elle tombe malade peu de temps avant la finale nationale. Le 28 février 1963, Margot Eskens présente cinq chansons de plusieurs auteurs dans l'émission Heidi Brühl singt, 7,5 millions de téléspectateurs regardent l'émission. La contribution de Scharfenberger Die blaue Stunde atteint la quatrième place.
Au moins 6 créations écrites par Scharfenberger paraissent en 1964, et 9 en 1965. En 1967, il en présente 11, dont 4 sont interprétées par Peter Alexander. Avec Feltz vient un autre succès numéro un pour Alexander, Liebesleid, sorti en mars 1969.

### Années 1970
En 1970, 15 titres de Scharfenberger arrivent sur le marché, dont 5 pour Peter Alexander. Parmi ceux-ci, Hier ist ein Mensch (Scharfenberger se cache sous le pseudonyme de Mike Doven) atteint la deuxième place du hit-parade après sa publication en novembre 1970. 11 titres sont publiés en 1971, pas moins de 6 sont destinés à Alexander. En 1972, Scharfenberger écrit 11 chansons, dont Geh' die Straße, le premier succès du duo Cindy & Bert en avril 1972. En 1974 15 chansons sortent (dont Die Sommermelodie pour Cindy & Bert, la chanson qui représente l'Allemagne au Concours Eurovision de la chanson 1974), en 1975 il y en a 19 (dont 8 pour Cindy & Bert), en 1976 4 des 5 œuvres à elles seules sont destinées à Peter Rubin. Depuis 1977, aucune nouvelle composition écrite par Werner Scharfenberger n'est arrivée sur le marché.

## Cinéma
Scharfenberger écrit des musiques de film pour des films pour adolescents qui servent à mettre en avant les chansons de schlager.

## Filmographie
- 1956 : Cerises dans le jardin du voisin
- 1957 : Blaue Jungs
- 1958 : L'Amour en musique
- 1958 : Mein Schatz ist aus Tirol (de)
- 1959 : Melodie und Rhythmus
- 1959 : Paradies der Matrosen (de)
- 1959 : Mein Schatz, komm mit ans blaue Meer
- 1960 : Le Port des illusions (de)
- 1960 : Sérénade à deux (de)
- 1961 : Tout commença sur le Königsee (de)
- 1961 : Eine hübscher als die andere (de)
- 1961 : Drei weiße Birken (de)
- 1961 : Isola Bella (de)
- 1961 : L'Auberge du Cheval noir
- 1962 : Die türkischen Gurken (de)
- 1962 : L'Étudiant pauvre 1963 (de)
- 1963 : Les filles aiment ça !